# Jean Michel Claude Richard
Jean Michel Claude Richard (* 16 de agosto de 1787 - 1868) fue un notable botánico francés, recolector activo de plantas en Senegal, Madagascar, Mauricio y Reunión.

## Biografía

### Primeros años
Richard nació en Volon, Alto Saona. Fue nombrado jardinero de los viveros imperiales de Roma en 1812. Trabajó como director de las guarderías de Saint-Cloud y luego creó una guardería en Cayena.

### Estancia en Senegal
Fue enviado a Senegal en 1816 como jardinero en jefe de la colonia, pero nada le distinguió hasta la llegada en 1822 del barón Jacques-François Roger (1787-1849), nombrado por el rey comandante y administrador de Senegal y sus dependencias. El barón, apasionado por la agricultura, encargó a Richard la creación de un jardín botánico y un vivero de pruebas en la margen izquierda del río Senegal, cerca de la ciudad de Nghiao. Como muestra de su confianza, en abril de 1822 el barón nombró  al jardín como Richard Toll, pues toll significa «jardín» en el idioma wólof. 
Richard fue responsable de todas las plantas, edificios e instalaciones, y bajo su dirección fueron introducidas en Senegal gran número de nuevas especies como bananas, mandioca, naranjas, caña de azúcar, café. En febrero de 1824, Richard fue enviado a Cayena. A partir de julio de 1824 llevó un diario de sus experiencias, colaborando en el desarrollo de un catálogo de las especies del jardín. Abandonó el Senegal hacia 1825.

### Estancia en Reunión
En enero de 1831 Richard se convirtió en segundo director del Jardin du Roy (hoy Jardin de l'État) en la isla Bourbon (hoy Reunión), sucediendo a Nicolas Bréon. Bajo su liderazgo el jardín botánico alcanzó su edad de oro. Introdujo más de tres mil especímenes vegetales en la colonia, mientras estudiaba criptógamas, helechos, y orquídeas. También envió líquenes de Mauricio al especialista alemán Ferdinand Christian Gustav Arnold.
En 1841, cuando el joven esclavo Edmond Albius descubrió el proceso de la polinización artificial de la vainilla, Richard afirmó haberle enseñado la técnica tres o cuatro años antes. Su historia creó serias dudas sobre las afirmaciones de Albius, a pesar del apoyo a Albius por parte de personalidades como Féréol Marie Bellier de Beaumont, Eugene Volcy Focard y Méziaires de Lepervanche. A finales del siglo XX, Albius fue finalmente reconocido como el verdadero descubridor.

## En la ciencia
- La abreviatura «J.M.C.Rich.» se emplea para indicar a Jean Michel Claude Richard como autoridad en la descripción y clasificación científica de los vegetales.[1]

## Nota
Otros botánicos llamados Richard:
- Louis-Claude Marie Richard (1754-1821),
- Achille Richard (1794-1852), his son (A.Rich.)
- Olivier Jules Richard (1836-1896) (O.J.Rich.)
- Claude Richard fl. 1971 (C.Rich.)
- Joseph Herve Pierre Richard (J.H.P.Rich.)

## Algunas publicaciones
- Catalogue du jardin de La Réunion, 1 vol. in 8°, 113 pp. 1856